# لانگ من
لانگ من (به انگلیسی: Long Man) یک روستا و محله مدنی در بریتانیا است که در Wealden واقع شده‌است. لانگ من ۱۶٫۱ کیلومتر مربع مساحت و ۴۴۷ نفر جمعیت دارد.